# Aphis
Aphis és un gènere d'hemípters esternorrincs de la família Aphididae, amb més 400 espècies. Inclou notables plagues de l'agricultura com el pugó de la soia (Aphis glycines) i de la fava (Aphis fabae). Moltes de les espècies del gènere Aphis, com Aphis coreopsidis, són mirmecòfiles i formen associacions amb les formigues.

## Algunes espècies
- Aphis affinis - pugó de la menta
- Aphis craccivora - pugó del fesolet
- Aphis fabae - pugó de la fava
- Aphis frangulae - pugó del meló
- Aphis genistae - pugó de l'argelaga/ginesta
- Aphis gossypii - pugó del cotoner
- Aphis glycines - pugó de la soia
- Aphis helianthi - pugó del gira-sol
- Aphis nerii - pugó del baladre
- Aphis pomi - pugó de la pomera
- Aphis punicae - pugó del mangraner
- Aphis rubicola - pugó de la gerdera
- Aphis spiraecola - pugó verd dels cítrics
- Aphis valerianae - pugó de la valeriana

## Galeria

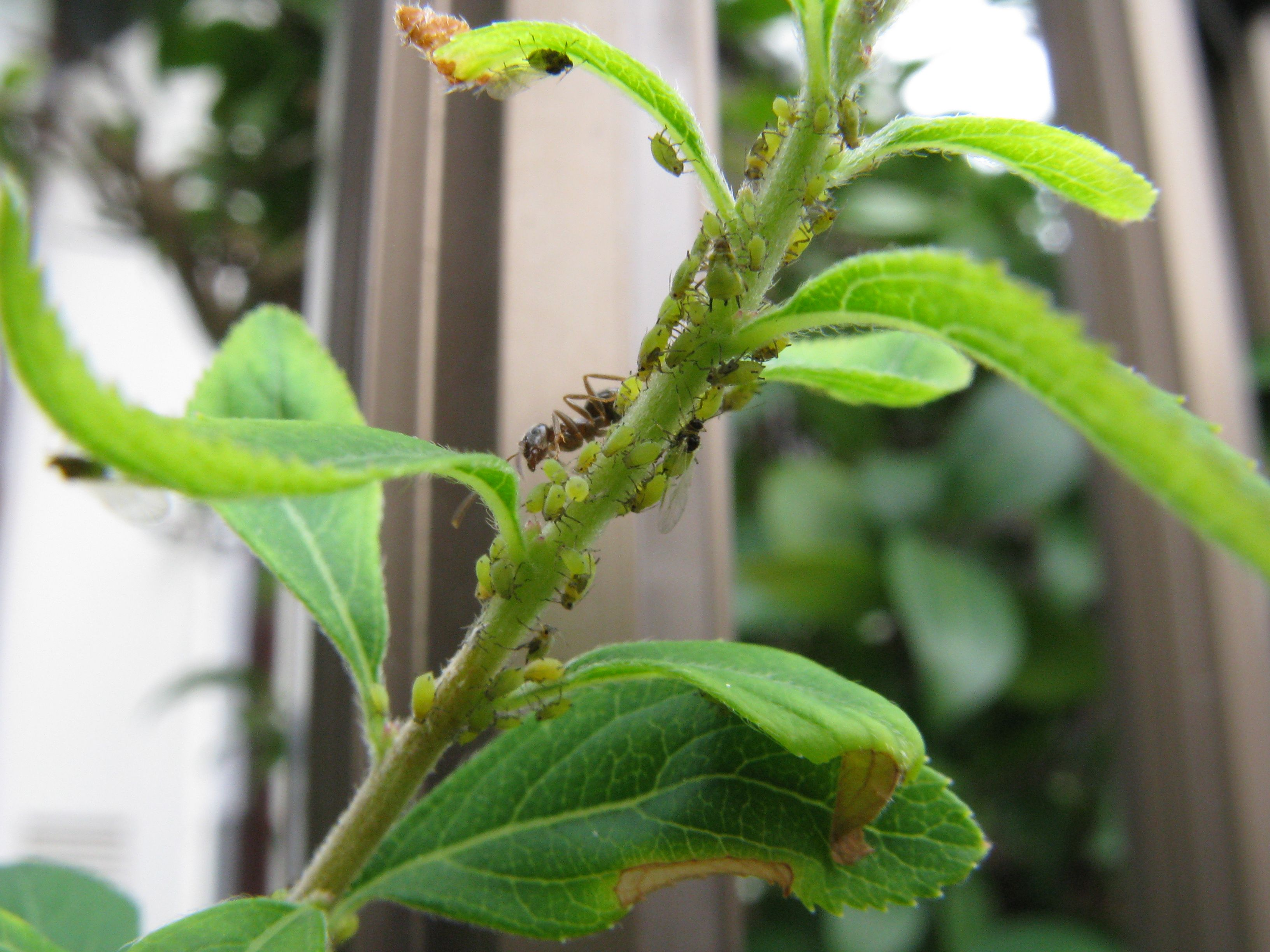
Aphis spiraecola
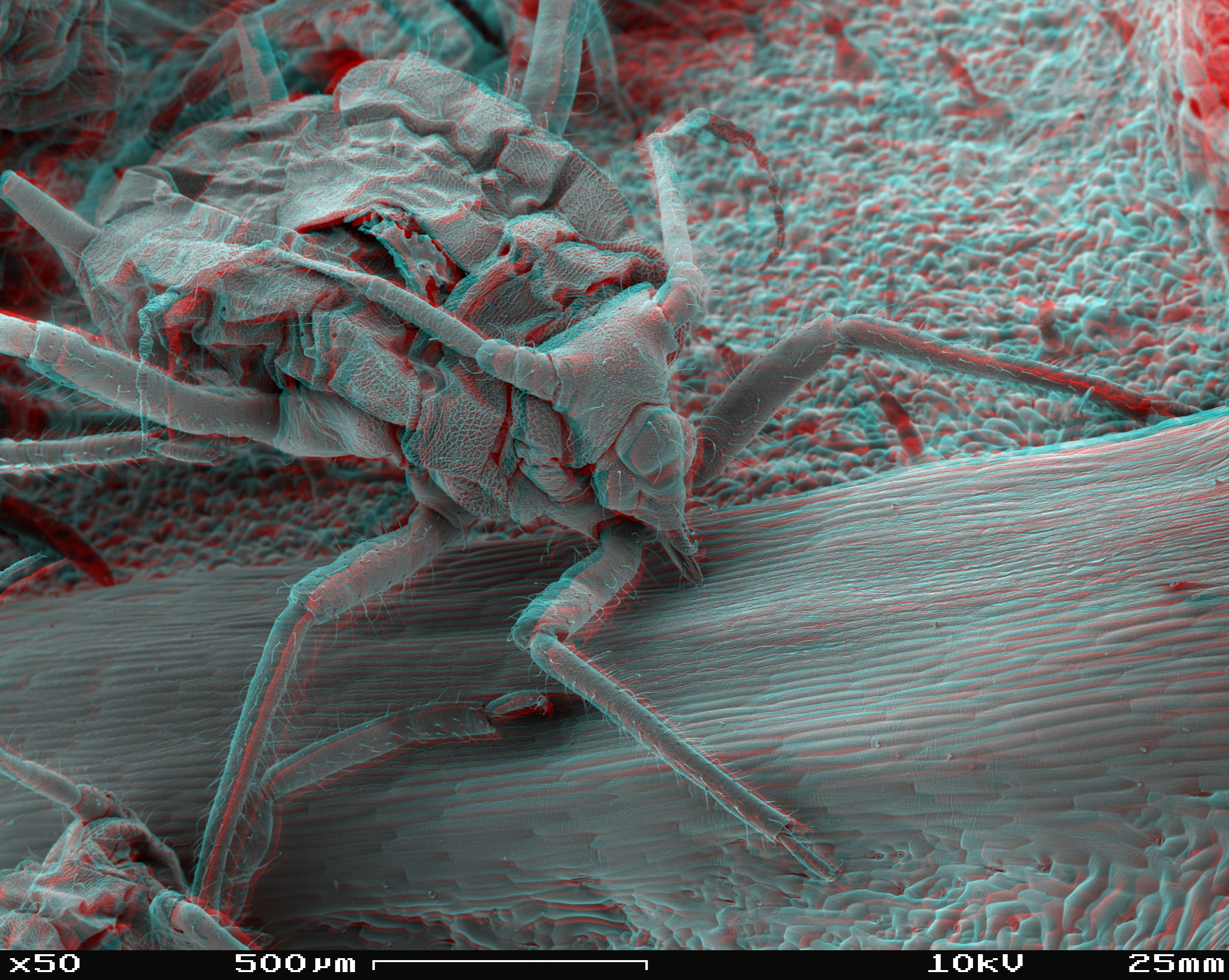
Aphis fabae
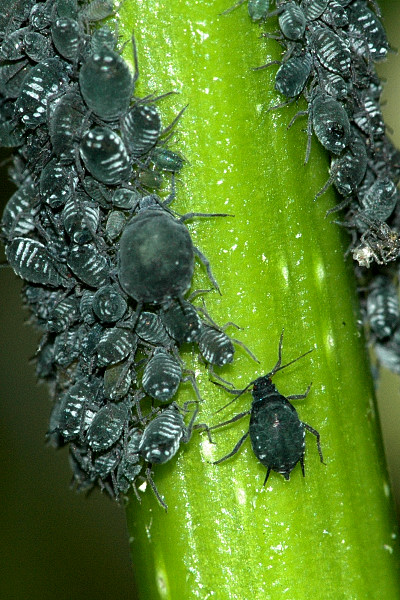
Aphis sambuci
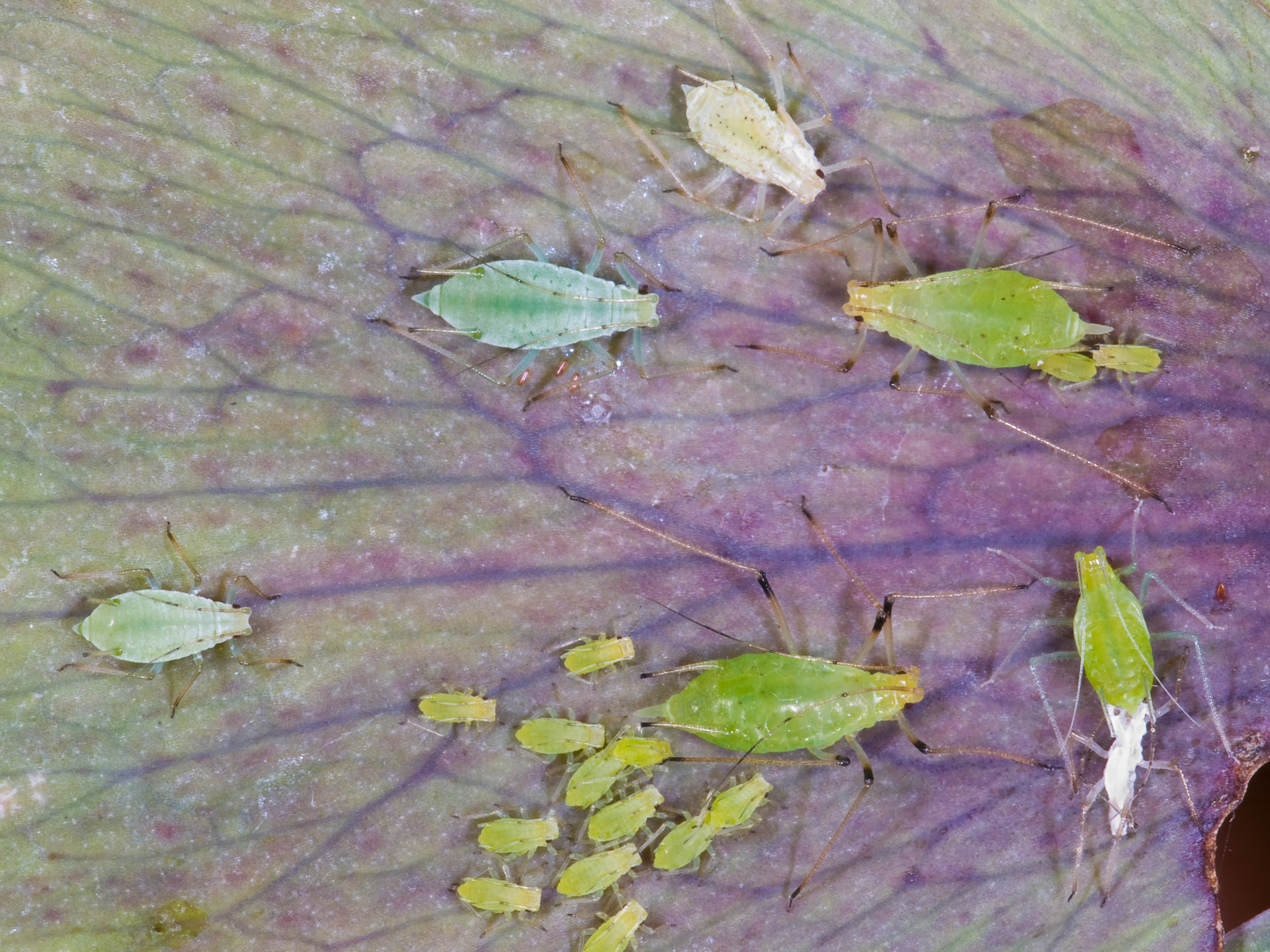
Aphis sp. sobre Helleborus niger